# 13 - Se perdi... muori
13 - Se perdi... muori (13) è un film del 2010 diretto da Géla Babluani. È il remake in chiave hollywoodiana del film di produzione francese 13 Tzameti (2005), scritto e diretto dallo stesso Babluani.

## Trama
Vincent Ferro è un giovane elettricista, la cui vita scorre normalmente in una famiglia caratterizzata da forti legami parentali. Apprende che il padre, già reduce da un pesante intervento chirurgico, che ha costretto i famigliari a ipotecare la casa di proprietà per sostenere le spese cliniche, deve sottoporsi a un secondo costoso intervento che la famiglia non potrà affrontare. Mentre lavora all'impianto elettrico in un'abitazione, casualmente sente che il padrone di casa, tale Harrison, ha nelle mani la possibilità di guadagnare un'enorme cifra, in un solo giorno, attraverso un'impresa misteriosa quanto rischiosa. Harrison muore improvvisamente di overdose e Vincent decide di prenderne il posto, sottraendo la lettera con le istruzioni, che l'uomo aveva appena ricevuto, e accettando il relativo rischio al buio, nella speranza di risolvere i problemi familiari. Giunto a destinazione, fra lo sconcerto e la diffidenza dei committenti di Harrison, si trova al centro di una vera e propria roulette della morte, messa in piedi da un'efficientissima organizzazione criminale, in cui 17 giocatori - disperati, ex carcerati, disturbati mentali - si puntano reciprocamente un revolver alla testa, per soddisfare l'eccitazione e l'avidità di ricchi scommettitori. Vincent è terrorizzato, ma ormai non può più tirarsi indietro, dovrà giocare.

## Distribuzione
Il film non è passato dalle sale cinematografiche, ma nell'aprile 2012 è uscito direttamente in DVD.